# Anne-Grethe Bjarup Riis
Anne-Grethe Bjarup Riis (* 21. November 1965 in Herning) ist eine dänische Schauspielerin und Regisseurin.

## Leben und Wirken
Sie ist die Tochter des Spediteurs Knud-Eik Riis († 1990) und der Krankenschwester Grethe Bjarup. Sie wuchs gemeinsam mit einer Schwester in Herning auf. Ihr Cousin ist der ehemalige Radrennfahrer Bjarne Riis.
Von 1988 bis 1992 absolvierte sie an der Staatlichen Theaterschule in Kopenhagen ihre Schauspielausbildung. Ihr Bühnendebüt als Darstellerin hatte sie im Jahr 1992 am Aarhus Teater. Sie stand seither in zahlreichen Theaterstücken auf der Bühne, so unter anderem in Faust. Eine Tragödie. Sie war langjähriges Ensemblemitglied am Theater Helsingør.
Seit 1992 stand sie als Schauspielerin in mehr als 30 Film- und Fernsehproduktionen vor der Kamera. Seit 2012 führte sie bei bislang fünf Spielfilmen die Regie und verfasste zudem mehrere Drehbücher. Der von ihr inszenierte Film Hvidsten gruppen über die Hvidsten-Gruppe wurde 2013 mit dem 'Robert in der Kategorie Publikumspreis ausgezeichnet. 2012 wurde die Produktion auf dem Filmfest Hamburg ebenfalls mit dem Publikumspreis geehrt.
Für ihre schauspielerische Leistung war sie zwei Mal für den Robert in der Kategorie Beste Hauptdarstellerin nominiert. 2010 wurde sie mit dem Mathildeprisen ausgezeichnet.
Seit dem 31. Mai 2003 ist sie mit dem Filmproduzent Bo Mortensen (* 1963) verheiratet, mit dem sie zwei Kinder hat. Sie leben in Kopenhagen, wo sie sich seit 2011 auch kommunalpolitisch engagiert.

## Filmografie (Auswahl)
Filme
- 1998: Baby Doom
- 1998: Idioten (Idioterne)
- 1999: Kærlighed ved første hik
- 2006: Der Traum (Drømmen)
- 2007: I was a Swiss Banker
- 2008: Blå Mænd
- 2009: Julefrokosten
- 2013: Alle for to

Serien
- 1997–1999: TAXA
- 2000–2001: Hotellet
- 2006–2007: Anna Pihl – Auf Streife in Kopenhagen
- 2006: Nynne
- 2011–2012: Lykke